# Hrobice (Pardubice)
Hrobice é uma comuna checa localizada na região de Pardubice, distrito de Pardubice.